# Bupleurum lancifolium
Bupleurum lancifolium é uma espécie de planta com flor pertencente à família Apiaceae. 
A autoridade científica da espécie é Hornem., tendo sido publicada em Eunumeratio Plantarum Horti Botanici Hafniensis Suppl. 2: 3. 1809.
Os seus nomes comuns são leóntica ou perfolhada.

## Portugal
Trata-se de uma espécie presente no território português, nomeadamente em Portugal Continental e no Arquipélago da Madeira.
Em termos de naturalidade é nativa das duas regiões atrás indicadas.

## Protecção
Não se encontra protegida por legislação portuguesa ou da Comunidade Europeia.